# Сабіне Штер
Сабіне Штер (17 березня 1968, Вюрцбург, Німеччина) — німецька перекладачка з української. Переклала численні твори Юрія Андруховича, Сергія Жадана, а також роман Любка Дереша «Культ».
Сабіне Штер вивчала східноєвропейську історію, публіцистику та славістику в Майнці та Сімферополі. У 1995 році вона опублікувала туристичний довідник про Крим. З початку 2000-х років Штер працювала три роки в посольстві Німеччини в Києві. Від 2003 р. працює перекладачем з української мови.
Сабіне Штер проживає у Відні після кількох років перебування у Москві та у Києві.

## Нагороди
- 2014: Премія за літературу та переклад «Міст Берлін» за переклад роману «Ворошиловоград» (разом з Сергієм Жаданом та другим перекладачем, Юрієм Дуркотом)
- 2014: Премія Йоганна-Гайнріха Восса за переклад
- 2017: Премія Ляйпцизького книжкового ярмарку за переклад роману Сергія Жадана «Інтернат» (разом з Юрієм Дуркотом)